# Antoine Alexandre Rousseaux
Pour les articles homonymes, voir Rousseaux.
 (août 2025).
Si vous disposez d'ouvrages ou d'articles de référence ou si vous connaissez des sites web de qualité traitant du thème abordé ici, merci de compléter l'article en donnant les références utiles à sa vérifiabilité et en les liant à la section « Notes et références ».
Le baron Antoine Alexandre Rousseaux né le 17 septembre 1756 à Paris, paroisse Saint-Laurent, et mort le 15 avril 1827 à Metz (Moselle), est un général français de la Révolution et de l’Empire. 
Il a participé aux guerres de la Révolution et du Premier Empire.

## Biographie
Fils de Nicolas Rousseaux et de Magdeleine Destremau, soldat au régiment de Bretagne, il participe en 1781 au siège de Port-Mahon, où il est blessé, ainsi qu'à Mayence, à Biberach le 2 octobre 1796 et à Fürstenberg le 12 octobre suivant, où il reçoit un sabre d'honneur. Il est nommé chef de brigade le 18 mai 1796, au 74e régiment d'infanterie de ligne.
Il est promu général de brigade le 29 août 1803. Il est fait chevalier de la Légion d'honneur le 24 décembre 1803, et commandeur de l'ordre le 14 juin 1804.
Le 23 avril 1809, il empêche un débarquement des troupes anglaises à l'île de Cadzand. 
Baron de l'Empire le 4 juillet 1811, général de division le 6 août 1811, il se rallie à Napoléon Ier pendant les Cent-Jours.
En octobre 1815, soit quatre mois après la Waterloo, il est admis à la retraite.
Napoléon le nommait 'l'honnête Rousseaux' en raison de ses quatorze blessures.
Ayant comme témoin Lazare Hoche, général de l'armée de Rhin-et-Moselle, il s'est marié en 1794 à Bouzonville avec Marie-Anne Welter, fille de Jean-Baptiste Welter et d'Anne-Françoise Bouvier du Molard.
Il est inhumé au Cimetière de l'Est à Metz.

## Règlement d'Armoiries
"Coupé au I; d'azur, 1 tronc d'olivier terrassé d'or, sur lequel est perché un coq contourné d'argent, la tête contournée à dextre, crété et barbé de gueules, et auquel est suspendu un sabre posé en bande, monté d'or, et dans son fourreau de sable, garni d'or ; au II, d'argent au vaisseau de sable, voguant sur une mer d'azur, adextré d'un rocher aussi de sable, mouvant du flanc, et surmonté d'une tour crénelée de même ouverte, ajourée et maçonnée de gueules,."

## Sources
- Alain Pigeard, Dictionnaire Napoléon
- Georges Six, Dictionnaire biographique des Généraux et Amiraux de la Révolution et de l'Empire (1792-1814), 2 Tomes, Librairie Historique et Nobiliaire, Georges Saffroy, Paris, 1934 (réédition 1974).
- Registres d'état civil de Bouzonville, 9 mars 1794 (19 Ventôse an II)
- « Cote LH/2402/19 », base Léonore, ministère français de la Culture
- Thierry Pouliquen, « Les généraux français et étrangers ayant servis [sic] dans la Grande Armée » (consulté le 26 décembre 2014)
- « La noblesse d’Empire » (consulté le 26 décembre 2014)